# Theodismo
O theodismo, ou Þéodisc Geléafa ("crença tribal") é uma variante norte-americana do neopaganismo germânico que busca reconstruir as crenças e práticas de várias tribos históricas do norte da Europa. Inicialmente, o theodismo se referia unicamente ao politeísmo anglo-saxão, a religião dos anglo-saxões que se estabeleceram na Inglaterra. Agora, no entanto, o termo theodismo abrange normando, anglo, saxão continental, frísio, juto, godo, alemânico, sueco, danês e outras variantes tribais. Þéodisc é o adjetivo de þéod "povo, tribo", cognato Deutsch (o autônimo dos alemães) e Dutch (etnônimo inglês para os holandeses).
As crenças reconstrucionistas dependem do registro material. Os reconstrucionistas têm uma forte inclinação acadêmica que enfatiza o intenso estudo da história, línguas, arqueologia, antropologia e folclore. Importância é colocada na autenticidade cultural e histórica. O foco principal do theodismo é uma tentativa de reconstruir a religião pré-cristã do ramo germânico dos povos indo-europeus, dentro do quadro cultural e ambiente comunitário de tribos específicas.

## História
Garman Lord formou o Witan Theod em Watertown, Nova York em 1976, que foi o primeiro grupo de theodismo. Alguns anos depois, o Moody Hill Theod surgiu como um desdobramento do Witan Theod. Apesar de ter algumas semelhanças com os movimentos similares Ásatrú e Odinistas, o theodismo derivou principalmente em suas origens como uma reação à Seax Wica. O theodismo tenta aderir a uma reconstrução historicamente mais precisa da religião anglo-saxônica, em contraste com o Seax Wica. As outras organizações pagãs norte-americanas, tais como a Asatru Free Assembly e a Odinist Fellowship, estavam focadas principalmente na Era Viking e na religião pré-cristã islandesa.
O theodismo é focado no conhecimento tradicional, crenças e estrutura social - particularmente o conceito de thew (þéaw) lei costumeira - de várias tribos germânicas específicas. A distinção mais gritante entre o theodismo e outras manifestações modernas do neopaganismo germânico é que, enquanto muitos grupos tentam reconstruir as religiões pré-cristãs, os theodistas também estão tentando reconstruir as tribos, ordens sociais hierárquicas e até mesmo as línguas dos europeus do norte pré-cristão.
Em 1983, depois de estar em hiato, o Witan Theod tornou-se o Gering Theod (pronuncia-se 'yerring'), um jogo de palavras, que significa "o Broto do Broto". Em 1989, o Winland Rice foi formado, que era uma organização ampla de grupos theodistas, com Garman Lord escolhido por consenso como o Æþeling ou "lord". O Rice, como é conhecido, é hoje a mais antiga organização pagã anglo-saxã sobrevivente na América do Norte. Um dos primeiros gesiþs ou retentores de Garman Lord, Gert McQueen, passou a servir como ancião e redator do Ring of Troth, uma organização internacional que serve a comunidade pagã. Gert McQueen teve sucesso em fazer lobby junto ao Corpo de Capelães do Exército dos EUA adotar diretrizes para reconhecer as religiões pagãs e a crença theodista em particular. Juntos, eles operaram a Theod Magazine - e a Theod Publishing também administrou um pequeno empreendimento de sucesso em uma livraria. Em 1995, Garman Lord foi elevado como Cynehelmung ou apresentado como rei por seus seguidores. Depois de algum tumulto dentro da comunidade theodista em 1996, o troth elder Swain Wodening e a troth godwoman Winifred Hodge deixaram o Winland Rice para fundar o Angelseaxisce Ealdriht, para estabelecer uma alternativa mais democrática ao Winland Rice. O Ealdriht tornou-se a maior organização theodista da comunidade pagã, até ser dissolvida em novembro de 2004. A dissolução era necessária para facilitar o crescimento de duas comunidades emergentes de crenças tribais ligeiramente diferentes: a Mercinga Ríce e a Neowanglia Þéod. Em agosto de 2007, Neowanglia Theod se dissolveu.
Outros Theods que derivam uma linhagem direta do Winland Rice são:
- O Fresena Rike formado em 1994 e se remanifestado em 2005 como o Axenthof Thiad - pratica a crença frísia
- "Visigoth Thiudisk" formado em 1997 organizado pela Irmandade Odinista do Sagrado Fogo - pratica a crença visigótica
- O Normannii Thiud formado em 1997 - pratica a crença dinamarquesa-normanda
- O Folcaha Thiod formou-se em 2001 que se renomeou o Sahsisk Thiod em 2005 - pratica a crença saxã continental
- O Œthelland Cynn formado em 2004 - pratica as crenças tribais dos jutos

Além desses theods, existem numerosos grupos theodistas maiores na comunidade pagã, que não têm uma linhagem organizacional direta com o Winland Rice, mas foram inspirados a se organizar com base no trabalho seminal de Garman Lord, The Way of the Heathen. Esses grupos incluem o Frankish Leod e Ostrogothia Thiod, entre outros. O Ring of Troth continua a ter numerosos membros da comunidade theodista, que contribuem fortemente para periódicos como Idunna.

## Crenças
- O theodismo é um movimento tribal, procurando criar um "povo" e reviver a visão de mundo (weltanschauung) necessária para praticar com precisão a religião de seus progenitores
- Os theodsmen mantêm a liberdade de consciência como assunto de necessidade para todos os heathens
- O theodismo defende o conceito heathen germânico de realeza sagrada como o presente dos deuses e expressão de Sorte (Luck), Poder (Might) e Main
- Grupos theodistas advogam uma Teia de Thew (Web of Thew) e uma teia de juramentos para ligar a comunidade
- O objetivo do indivíduo é lutar na vida para construir importância, que é algo que permanecerá após a morte para a família e a comunidade do indivíduo.
- Os theodsmen aderem aos Três Wynns: Wisdom (Sabedoria), Generosidade e Honra
- Todos os theods se submetem à Thing (assembleia) como medida de direito ou reciprocidade e seguem suas decisões.

### Importantes conceitos theodistas
- O theodismo é, por sua própria natureza, um grupo tribal ou hierárquico - a sorte do grupo é derivada de cima para baixo
- A nobreza é definida pelas ações e pelo valor, em vez de qualquer conceito de igualdade ou direito de nascimento - todos nascem sem valor e sem comprovação
- Praticando os conceitos de Innangarð e Útangarð ou de pessoas de dentro e de fora - colocando a lealdade dos membros à família e comunidade eminentemente acima de todas as obrigações àqueles que não estão sujeitos a relações de juramento ou de sangue

### Juramentos
Os juramentos são obrigatórios e são a liga que une a sociedade - a traição e a enganação são faltas graves que trazem má sorte ao indivíduo e à comunidade. Os juramentos que não forem cumpridos prejudicarão ativamente a sorte não apenas da pessoa que não cumpriu o juramento, mas também daqueles que estavam presentes quando foi proferida. É por essa razão que no ritual theodista de symbel (o ritual principal no qual juramentos são feitos sobre uma bebida alcoólica santificada como hidromel ou cerveja inglesa) realmente haverá um oficial nomeado (o þyle (em inglês antigo) ou þulR (nórdico antigo) ) quem tem a tarefa de garantir que os juramentos não possíveis de manutenção não sejam feitos sobre a taça de symbel. É também por esta razão que os thralls, na sua capacidade de "aprendizes", podem não entender o que constitui um mau juramento, e assim, a fim de impedi-los de inadvertidamente contaminar a sorte do theod, eles não são julgados capazes de fazer qualquer juramentos até que eles tenham ganhado sua liberdade ("conquistado sua resistência"), e se tornem membros livres e completos de um theod. Uma classe especial de juramento é o "juramento de posse", que é jurado de um indivíduo livre para outro de superior posição social. O texto é baseado no antigo juramento comitatus germânico, e forma a base da "teia de juramentos" que leva ao rei, e que une o grupo theodista.

### Correta Boa Vontade
O conceito de Correta Boa Vontade afirma, simplesmente, que o théodsmen iram tratar um ao outro de uma maneira completamente acima do limite da amizade, e não irão voluntariamente prejudicar ou ferir um ao outro sem uma razão convincente. É pensando primeiro no bem-estar e no melhor interesse de outros théodsmen, por uma questão de honra pessoal, que a crença de théodista tenta resolver o problema do mal pessoal. Os seres humanos são criaturas defeituosas, e é somente pela aplicação de uma ética tão rigorosa e compreensivamente altruísta que uma sociedade sustentável e viável pode ser mantida.

### Thew
Thew ou þeaw é uma palavra do inglês antigo que significa costume ou virtude. Na comunidade de theodista, esta é a lei tácita que é a base da sociedade. Dan O'Halloran explica: 
"Thew é situacional: as circunstâncias podem e realmente ditam como nós, como nossos ancestrais, lidamos com cada evento individual. Como o theodismo é um empreendimento humano, é propenso a todas as falhas, defeitos e fragilidades do homem. No entanto, o theodsman confia no thew dominante, que o thew é o Grande Thew da Esperança. O theodsman tem esperança, esperança em seu senhor, em seus homens, em sua verdade, em seus deuses e antepassados, e em seus companheiros tribais. Um theodsman luta por seu objetivo, mesmo sabendo que ele provavelmente ficará aquém, porque é um esforço digno, porque é inatamente afortunado e, portanto, Weh ("sagrado")."

## Rituais
Em geral, as festividades religiosas dos theodistas são referidas como 'fainings' (significando 'celebração'). Como regra geral, existem dois tipos de rituais; blót e symbel. Eles são acompanhados por um banquete entre eles.

### Blót
Blót é um termo que denota sacrifício. No contexto théodish, pode referir-se a um sacrifício real de animais ou ao sacrifício de objetos de valor. No caso de um sacrifício de animais, a carne da vítima é usada na festa para os cultuadores reunidos. Qualquer excesso é queimado como oferta direta aos deuses. Quer o sacrifício seja de um animal, frutos da colheita ou outros valores, é sempre tratado com o maior respeito, pois é um presente para os próprios Deuses. Alguns grupos diferenciam entre um sacrifício de sangue e outros tipos de sacrifício, reservando o termo blót exclusivamente para o primeiro, e usando o termo e nórdico antigo 'fórn' para se referir a qualquer outra forma de sacrifício votivo.

### Symbel
Symbel (nórdico antigo sumbl) é normalmente realizado após a festa, na medida em que é costume não ter comida presente.o symbel consiste em rodadas rituais de beber e brindar, e invariavelmente ocorrem dentro de um espaço fechado de algum tipo. Geralmente é iniciado por três rodadas formais, conforme determinado pelo anfitrião; muitas vezes liderada por brindes em honra dos deuses, depois antepassados e/ou heróis, e depois uma proclamação de atos geral ou pessoal. Outras proclamações desse tipo podem ocorrer conforme necessário. Symbel é sempre formalmente fechado uma vez que as proclamações formais são completadas, a fim de que o symbel possa manter sua dignidade e não se degenerar em "mera festa". Os dois tipos de vangloriar-se são os gielp. (pron. 'yelp') e o béot (pron. 'bêote'). O primeiro é uma vanglória do valor próprio de alguém, como as realizações de alguém, ancestralidade, etc. O último é um orgulho de uma ação que se planeja a fim de proteger a sorte do salão, tais proclamaçãoes estão sujeitas a contestação pelo thyle (ON þulR), cujo trabalho é garantir que as proclamções que tragam má sorte não contaminem a sorte de todos os presentes.